# Justizministerium der Russischen Föderation
Das Justizministerium der Russischen Föderation (russisch Министерство юстиции Российской Федерации) ist das Justizministerium der Regierung Russlands.

## Geschichte
Das Ministerium wurde am 16. Mai 1992 gegründet und übernahm die Funktionen des Justizministeriums der Russischen Sozialistischen Föderativen Sowjetrepublik und, da Russland Fortsetzerstaat ist, des Justizministeriums der Sowjetunion auf russischem Territorium.
Das Ministerium wird ab dem 21. Januar 2020 von Konstantin Tschuitschenko geleitet und untersteht direkt dem Staatspräsidenten.